# 日産・ラニア
ラニア（Lannia、藍鳥）は日産自動車と東風汽車の中国における合弁企業、東風日産が日産ブランドにて中国国内で製造・販売する4ドアセダンである。
「藍鳥」という名前そのものは、かつて同市場で販売されたブルーバード（＝Lan Niao、読みはランニャオ）と全く同じであり、ラニアの名もブルーバードに敬意を払う意図からここに由来している。

## 概要
中国人による中国人のための車として、また、「すべては若者から」という考え方に基づき、中国の若者たちの強い思いによって企画・開発され、ターゲットも中国で1980年代以降に生まれた「80後」（バーリンホウ）と呼ばれる流行の先端を行く若者に絞っている。
デザインは北京におけるデザイン拠点である「日産デザインチャイナ」の若手デザイナー達によって生み出されており、その他の多くの過程においても、中国人スタッフが舵取り役となっている。

## 変遷

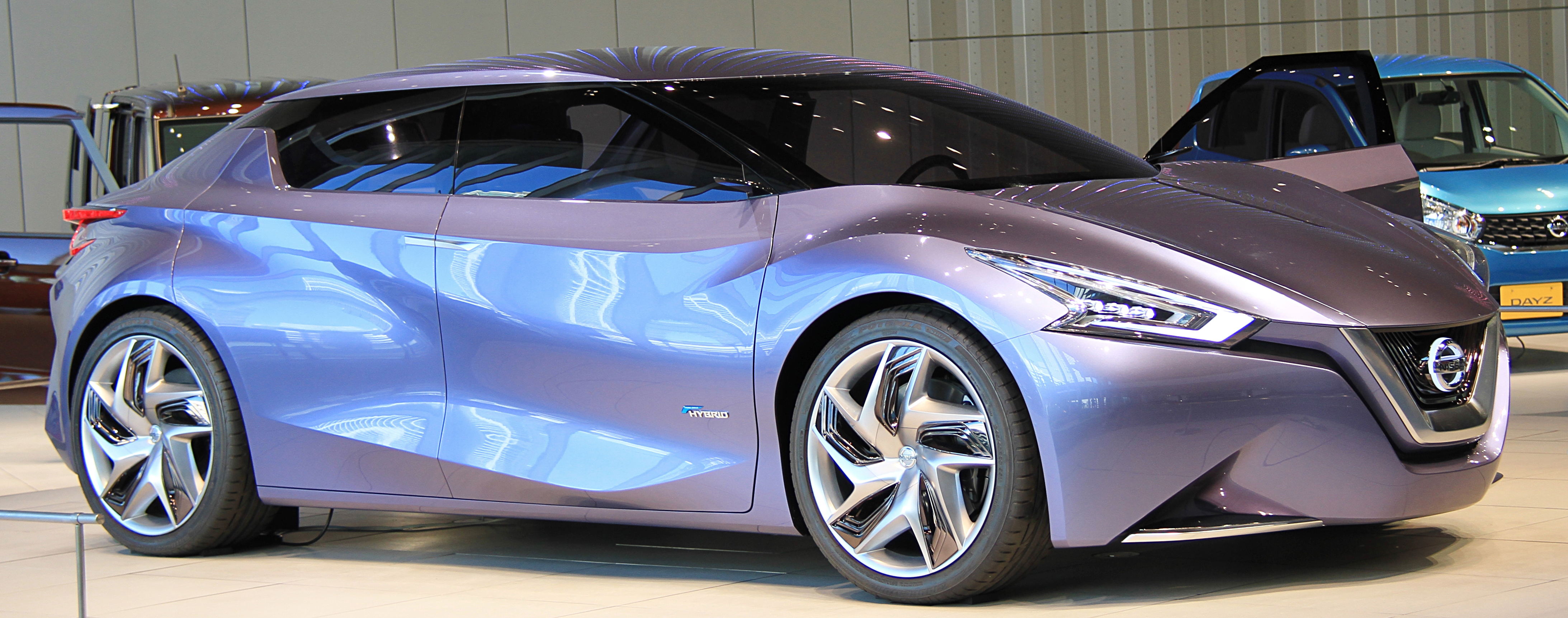
フレンド・ミー コンセプト

2013年4月、上海モーターショーにてルーツとなる「フレンド・ミー コンセプト」（Friend-ME Concept）をワールドプレミア。エクステリアには最新の日産デザイン言語である「Vモーショングリル」やブーメラン型ランプなどが採り入れられ、マキシマやムラーノなどに通じるキックアップされたCピラーや屋根が浮いたように見せる「フローティングルーフ」をも採用することで、ダイナミックなスタイリングを実現した。
その後、2014年4月の北京モーターショーでフレンド・ミーを市販向けに近い形に修正した「ラニア コンセプト」（Lannia Concept）が発表されたが、この時点で発表されたのはエクステリアのみで、メカニズムやインテリアの詳細は発表されていなかった。
2015年の上海モーターショーでは、より市販仕様に近づけた「ラニア」として発表され、同時に、スマートフォンと接続できるオーディオシステムや、7インチのマルチメディアディスプレイ等、搭載装備の一部も発表された。尚、この時点においてもメカニズムの詳細は発表されなかった。
市販型はシルフィ/シルフィ クラシックとサニー（日本名・ラティオ）の中間を担う車種として2015年10月26日に発表・発売開始され、この時点で全ての詳細が明らかとなった。エンジンはティーダやシルフィで採用済のHR16DEのみを採用し、ジヤトコが日産と新たに共同開発したエクストロニックCVTの改良版「CVT7 W/R（JF020E型）」と組み合わせている。プラットフォームはBプラットフォームを使用。
エクステリアはフレンド・ミー コンセプトで提唱されたラインを可能な限り踏襲したことで、ダイナミックなデザインを実現。主ターゲットであり、個性を重視する中国の若者層に強くアピール出来るものへと仕上がっている。
インテリアもドライバー中心の設計となっており、素材やデザインもスポーティかつモダンなものを採用することで、若者層へのアピールを強調した。

## 外部サイト
- NISSAN LANNIA （中国語）